# Nu tar vi dom

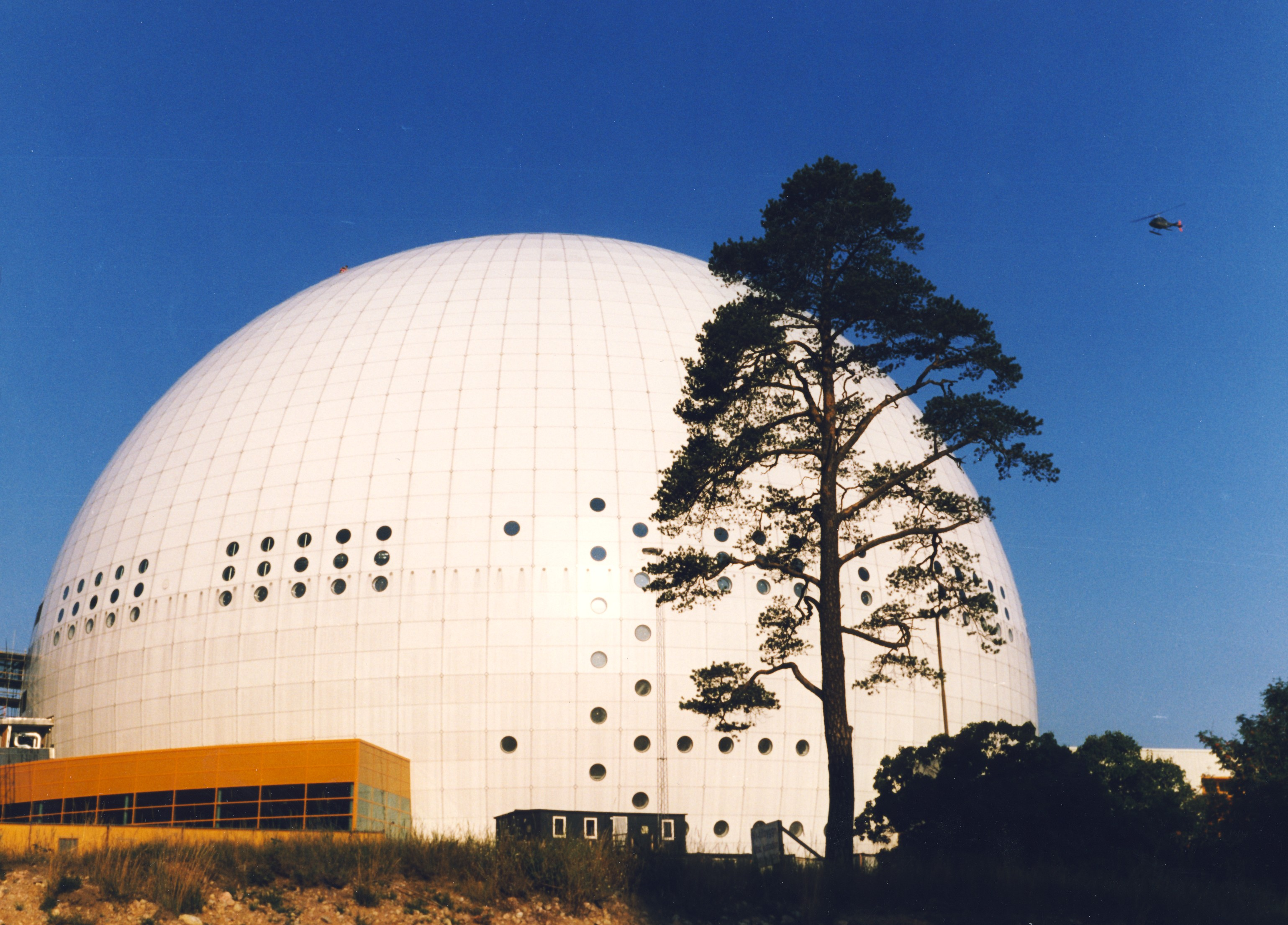
Globen, där de flesta matcherna under världsmästerskapet 1989 spelades.

Nu tar vi dom (alternativ stavning: Nu tar vi dem), även känd som "VM, nu är det hockeyfeber" är en ishockeylåt. Den var det svenska ishockeylandslagets kampsång då världsmästerskapet 1989 spelades i Sverige. Lasse Holm skrev både text och melodi. Spelarna sjöng sången själva med Håkan Södergren som huvudsångare, och låten utkom på singel och placerade sig som högst på andra plats på den svenska singellistan. På andra sidan fanns låten "Här kommer grabbarna" med Lotta Engberg. "Nu tar vi dom" låg på Svensktoppen i sju veckor under perioden 9 april-21 maj 1989. Den 16, 23 och 30 april 1989 var melodin Svensktoppsetta. Singeln certifierades med en guldskiva februari 1990.
Låten låg även på skivan Hockey'n'Roll.
Den är en av de mest kända ishockeylåtarna på svenska. I själva turneringen blev dock Sverige mindre framgångsrikt. Man slutade på fjärde plats, trots förväntningar från svenska fans om att Sverige åtminstone skulle ta medalj. Vanligtvis brukar populariteten hos kampsånger till sportevenemang bero på det aktuella landets framgångar.
Låten var ett beställningsuppdrag efter ett möte med Trygg Hansa och Svenska Ishockeyförbundet. Det är Lasse Holms sons skolklass som ropar "-Hockey!" i inledningen på skivinspelningen.

## Listplaceringar
| Lista (1989) | Topplacering |
| ------------ | ------------ |
| Sverige      | 2            |